# Nesavisimaja Gaseta
Nesavisimaja Gaseta (Russisk: Независимая газета; "Den uafhængige avis") er en ledende venstreorienteret russisk avis. Nesavisimaja Gaseta udkommer i Moskva i et dagligt oplag på 35.000 til 53.000. Avisen består af 24 A2 farvesider. Fredagsudgaven kommer med en ekstra sektion kaldet "Den uafhængige militærjournal" (Независимое военное обозрение) som er dedikeret til militærrelaterede emner.
Indtil 2005 var avisen ejet af den russiske mangemillionær Boris Beresovskij (Борис Березовский). Den blev da overtaget af den tidligere regeringsrådgiver Konstantin Remtjukov (Константин Ремчуков) – om end den formelt ejes af hans kone Jelena Remtjukova, da det er forbudt i Rusland for offentlige statsansatte at ejer private virksomheder. Det anslås at avisen kostede Remtjukov i omegnen af 1,5 til 5 millioner amerikanske dollars. Nogle vil mene Remtjukova i handlen blot agerede som front for dens egentlige køber aluminium milliardæren Oleg Deripaska (Олег Дерипаска) – Remtschukov afviser alle sådanne rygter.